# خانوسک
خانوسک (به لهستانی:  Hanusek) یک روستا در لهستان است که در گمینا تووروگ واقع شده‌است.